# FitzOsbern
Die FitzOsbern sind die Familie der um 936 geborenen und 1031 gestorbenen Dänin Gunnora, der Konkubine Richards I., Herzog der Normandie und Mutter von dessen Kindern. FitzOsbern ist der Vatersname ihres Großneffen William FitzOsbern, 1. Earl of Hereford, der mit Wilhelm dem Eroberer nach England ging, 1066 in der Schlacht von Hastings kämpfte und 1086 im Domesday Book als einer der reichsten Barone Englands ausgewiesen ist.

## Stammliste
1. Herbast de Crépon
  1. Gunnora de Crépon, um 989 Konkubine Richards I., Herzog der Normandie (Rolloniden)
  2. Herfast de Crépon
    1. Osbern de Crépon, um 1025 bezeugt, Leibwächter Wilhelms des Eroberers; 1040 von Guillaume de Montgommery erdrosselt; ⚭ Emma, Tochter von Raoul d’Ivry, Graf von Bayeux, als Witwe Äbtissin von Saint-Armand zu Rouen (Haus Ivry),
      1. William FitzOsbern „Osberns Sohn“, 1052 bezeugt, † 20. Februar 1070/71 in Flandern, Herr von Breteuil, 1066 bei Hastings, 1. Earl of Hereford, Regent von England gemeinsam mit Bischof Odo von Bayeux, 1068/69 Gouverneur von York, Truchsess (Dapifer) der Normandie, gründet die Abtei Notre-Dame von Lyre und die Abtei Cormeilles; ⚭ I Adelise, begraben in Abtei von Lyre, Tochter von Roger I. de Tosny; ⚭ II um 1070 Richilde von Mons, † 15. März 1086, Erbtochter von Graf Reginar (Renier), Erbin von Hennegau, Witwe von Hermann Graf von Hennegau und Balduin VI., Graf von Flandern und von Hennegau, begraben in der Abtei Hesnon
        1. (I) Guillaume, um 1060 bezeugt, † 14. März 1104, Herr von Breteuil, 1087 Herr von Ivry; ⚭ Adeline de Montfort-sur-Risle, Tochter von Hugo II. (Haus Bastembourg)
          1. Eustache de Pacy (unehelich), † 1136, Herr von Glos-la-Ferrière, Pont-Saint-Pierre und Pacy; ⚭ Juliana, uneheliche Tochter des englischen Königs Heinrich I. und der Ansfrida, nach 1119 geistlich in der Abtei Fontevrault (Rolloniden)
            1. 2 Töchter, die 1119 von ihrem Großvater, König Heinrich I., geblendet und denen die Nasen abgeschnitten wurden

          2. Isabelle (unehelich); ⚭ Ascelin Goél, Vogt (Prévôt) von Ivry, † 1116/19

        2. (I) Roger de Breteuil, † nach 1087 im Gefängnis, 1071 2. Earl of Hereford, abgesetzt, exkommuniziert und eingekerkert
          1. Rainald, nach 1087/1145 bezeugt, ⚭ Emmeline de Ballon, Tochter von Hamelin, Lord of Abergavenny
            1. William Fitzreginald, 1145/46–1166 bezeugt
            2. Reginald de Ballon, 1145/46–1175 bezeugt
              1. John de Ballon, 1207 bezeugt – Nachkommen

            3. Hamelin, 1145/46 bezeugt
            4. Agnes, 1145/46 bezeugt
            5. Juliana, 1145/46 bezeugt

          2. Roger, nach 1087 bezeugt

        3. (I) Raoul, geistlich zu Cormeilles
        4. (I) Emma, † nach 1096 auf dem Kreuzzug; ⚭ Exning 1075 Ralph de Gael, 1. Earl of Norfolk und Suffolk, 1060 bezeugt, nach 1075 abgesetzt, † nach 1096 auf dem Kreuzzug – Nachkommen: das Haus Montfort-Laval

      2. Osbern FitzOsbern, † 1101, Kanzler von England, 1072 Bischof von Exeter

    2. Hunfredus, um 1025 bezeugt

  3. Sainfrie; ⚭ NN, „forestier“
  4. Duvaline; ⚭ Thorold (1035 Twald) de Pont-Audemer, † erdrosselt nach 1040 – Nachkommen: die Familie Beaumont, Grafen von Meulan, Earls of Leicester etc.
  5. Wévie; ⚭ Osbern de Bolbec – Nachkommen: die Familie Giffard, Earls of Buckingham
  6. Schwester; ⚭ NN
    1. Béatrice, um 1053 bezeugt; ⚭ Rudolf I. de Warenna, 1053/74 bezeugt – Nachkommen: die Familie Warenne, Earls of Surrey